# Спасители на плажа
 Тази статия е за Спасители на плажа.  Вижте също: Спасители на плажа (филм).
„Спасители на плажа“ (на английски: Baywatch) е американски сериал, в който се разказва за работещи на плажа спасители от САЩ и техните изживявания.
Мич и неговата приятелка, която също е спасителка, се женят, но след няколко години тя умира. Когато синът му става тийнейджър, започва да работи при баща си. Във филма се завързват много любовни връзки и интересни сюжети, но въпреки всичко спасителите продължават да работят като колеги и да бъдат приятели.

## „Спасители на плажа“ в България
В България първоначално е издадена видеокасета с пилотния епизод, озаглавен „Паника на кея в Малибу“ през 90-те години от видеоразпространителя „Тандем Видео“.
На 14 юли 1998 г. сериалът започва излъчване по Канал 1, който се излъчва по три пъти седмично от 23:00 ч. Повторенията се излъчват по Ефир 2 от вторник до четвъртък от 18:00 ч. До 1999 г. е излъчен поне до осми сезон. Целият спиноф сериал „Спасители - частни детективи“ е излъчен през 1999 г. по Канал 1.
На 19 август 2011 г. започва повторно излъчване от първи сезон по Диема, всеки делник от 21:00. Първи епизод е разделен на две части. Излъчени са само първите три сезона. На 20 юни 2012 г. започва отново всеки делник от 16:30. Дублажът е записан наново.
Последните два сезона, озаглавени „Спасители на плажа: Хавай“, са излъчени през първото десетилетие на 21 век по Диема Фемили също с български дублаж, но с различен състав.
На 8 януари 2024 г. започва отначало по „Би Ти Ви Синема“ с разписание всеки делник от 10:15 с повторения от 06:00. Последният епизод е излъчен на 25 юни.

### Дублажи

#### VHS дублаж
| Озвучаващи артисти | Таня Димитрова Десислава Знаменова Цветан Ватев Марин Янев |

#### Телевизионни дублажи
| Озвучаващи артисти | Таня Димитрова Десислава Знаменова Чавдар Монов Светозар Кокаланов |

| Озвучаващи артисти  | Ани Василева Христина Ибришимова Силви Стоицов Георги Георгиев-Гого Здравко Методиев |
| Преводачи           | Виолета Георгиева Миряна Мезеклиева Саша Добрева Захари Генчев                       |
| Тонрежисьори        | Стефан Дучев Цветомир Цветков                                                        |
| Режисьор на дублажа | Димитър Кръстев                                                                      |

| Озвучаващи артисти  | Таня Димитрова Татяна Захова Васил Бинев Росен Русев Момчил Степанов |
| Преводач            | Мариета Златева                                                      |
| Тонрежисьор         | Венелин Николов                                                      |
| Режисьор на дублажа | Веселина Стоилова                                                    |